# Georges Teyssot
Georges Teyssot (París, 2 de julio de 1946) es un arquitecto, historiador de la arquitectura y profesor universitario francés.

## Biografía
Nacido en París, se formó como arquitecto en Italia, en el Instituto Universitario de Arquitectura de Venecia (hoy Universidad IUAV de Venecia), donde se doctoró en Historia de la arquitectura en 1971. En la misma universidad fue profesor de historia y teoría de la arquitectura, así como en Princenton (Estados Unidos), donde dirigió los cursos de doctorado de 1996 a 2000 y en la Escuela Politécnica Federal de Zúrich (Suiza). En la actualidad (2020) es profesor de arquitectura en la Universidad Laval (Canadá).
Ha sido un prolífico autor y coautor de estudios y ensayos, así como editor de publicaciones especializadas. Sus obras han sido traducidas a más de doce idiomas. Entre sus trabajos se mencionan la obra colectiva realizada junto con Monique Mosser, Histoire des Jardins. De la Renaissance à nos jours (1991) y traducida a varios idiomas, la edición de The American Lawn (Princeton Architectural Press, 1999), una antología de sus ensayos publicada por la Universidad de Coímbra en 2010, Les maisons oniriques (París) y A Topology of Everyday Constellations (The M.I.T. Press), en 2013, de las que se publicó  la versión en francés Une topologie du quotidien en 2016.